# Ja'akov Bekenstein
Ja'akov David Bekenstein (hebrejsky: יעקב בקנשטיין, anglicky: Jacob Bekenstein; 1. května 1947 – 16. srpna 2015) byl izraelský teoretický fyzik, který přispěl k základům termodynamiky černých děr a ostatním aspektům spojitostí mezi informací a gravitací.

## Život
Narodil se v Ciudad de México v Mexiku do židovské rodiny. Studoval na Polytechnickém institutu Newyorské univerzity a doktorát získal roku 1972 na Princetonské univerzitě pod vedením Johna Wheelera. Pracoval jako profesor astrofyziky na Ben Gurionově univerzitě.
V roce 1972 jako první předpokládal, že by černé díry měly mít definovatelnou entropii. Bekenstein též zformuloval zevšeobecněný druhý termodynamický zákon a termodynamiku černých děr pro systémy zahrnující i černé díry. Obě myšlenky potvrdil Stephen Hawking, když o dva roky později popsal existenci Hawkingova záření; Hawking byl přitom původně Bekensteinovým oponentem.
Naposledy působil jako profesor teoretické fyziky na Hebrejské univerzitě v Jeruzalémě, byl členem Izraelské akademie věd a klasického vzdělávání a Světové židovské akademie věd.

## Ocenění
- 2005 – Izraelská cena za fyziku
- 2012 – Wolfova cena za fyziku
- Rothschildova cena za fyziku